# 长梗亚麻荠
长梗亚麻荠（学名：Camelina microcarpa f. longistipata）为十字花科亚麻荠属小果亚麻荠下的一个变型。

## 扩展阅读
- 維基物種上的相關：长梗亚麻荠